# Шевченко (Вознесенский район)
Шевченко (укр. Шевченко) — село в Вознесенском районе Николаевской области Украины.
Основано в 1921 году. Население по переписи 2001 года составляло 345 человек. Почтовый индекс — 56554. Телефонный код — 5134. Занимает площадь 1,104 км².

## Местный совет
56553, Николаевская обл., Вознесенский р-н, с. Щербани, ул. Кирова, 88